# Fun in a Bakery Shop
Fun in a Bakery Shop est un film muet américain réalisé par Edwin S. Porter et sorti en 1902.

## Synopsis
Un apprenti boulanger s'amuse avec de la pâte à pain à sculpter différents objets et des visages.

## Fiche technique
- Titre : Fun in a Bakery Shop
- Réalisation : Edwin S. Porter
- Chef opérateur : Edwin S. Porter
- Production : Edison Manufacturing Company
- Genre : Comédie
- Durée : 1 minute
- Date de sortie :  
  - États-Unis : avril 1902